# Dirottamento del volo AZ 1790
Il dirottamento del volo AZ 1790, operato da Alitalia sulla tratta Roma-Nuova Delhi-Tokyo da un Boeing 747 con 242 passeggeri e 18 persone di equipaggio (com.te. pil. Giorgio Amoroso), fu un atto di pirateria aerea perpetrato il 30 giugno 1982.

## Storia
L'aereo fu dirottato dal cingalese Sepala Ekanayake decisosi all'azione dopo essere stato rinviato dall'Italia, dove aveva famiglia, in Sri Lanka, per riottenere un nuovo visto d'ingresso dopo la scadenza del proprio permesso di soggiorno, documento che però si sarebbe dovuto attendere 6 anni per essere rilasciato.
Decisosi a una ritorsione per il trattamento/torto subito, partì per l'India dove riuscì, con l'aiuto di un amico, ad imbarcarsi durante lo scalo intermedio dell'aereo a Nuova Delhi; una volta in volo minacciò quindi di far esplodere il velivolo con un ordigno (poi rivelatosi falso) se non fossero state esaudite le sue richieste, ovvero 300.000 dollari USA (pari a circa 415 milioni di lire dell'epoca), il ricongiungimento con la moglie italiana e il figlio della coppia di 4 anni. Il "Jumbo" fu fatto atterrare a Bangkok, in Thailandia, dove il sequestratore ottenne quanto richiesto e fu lasciato imbarcare su un normale volo di linea della Air Lanka per Colombo.
Giunto a Colombo, al suo arrivo il dirottatore venne accolto da una folla festante di circa 500 persone, scoppiò quindi un caso diplomatico con l'Italia in quanto lo Sri Lanka non aveva leggi ad hoc per arrestarlo e processarlo immediatamente nonostante il paese asiatico avesse ratificato le convenzioni internazionali in materia, provvedimenti furono tuttavia presi successivamente in modo retroattivo permettendo di ricucire lo strappo tra i due paesi.